# Kalmar kommun
Kalmar kommun är en kommun i Kalmar län. Centralort är Kalmar, som också är länets residensstad.
Längs kusten förekommer en berggrund av sandsten men som inåt landet övergår i graniter. Ytan domineras av skogsmark men kommunen har också en mycket stor andel jordbruksmark. Det lokala näringslivet dominerades i början av 2020-talet av tjänstenäringarna, sett ur andelen sysselsatta. Dessa svarade för mer än 66 procent av samtliga arbetstillfällen i kommunen. 
Sedan kommunen bildades 1971 har befolkningstrenden varit positiv. Efter en politiskt stökig mandatperiod 2010–2014 har koalitionen Centerpartiet, Socialdemokraterna och Vänsterpartiet behållit makten under de påföljande mandatperioderna på 2010-talet.

## Administrativ historik
Kommunens område motsvarar socknarna Arby, Dörby, Förlösa, Hagby, Halltorp, Hossmo, Kalmar, Karlslunda, Kläckeberga, Ljungby, Mortorp, Ryssby, Voxtorp,  och  Åby. I dessa socknar bildades vid kommunreformen 1862 landskommuner med motsvarande namn. Inom området fanns även Kalmar stad som 1863 bildade en  stadskommun. År 1925 inkorporerades Kalmar landskommun i Kalmar stad. 
Vid kommunreformen 1952 bildades i området runt staden sex storkommuner: Dörby (av de tidigare kommunerna Dörby, Hossmo och Kläckeberga), Ljungbyholm (av Ljungby och Sankt Sigfrid), Läckeby (av Förlösa och Åby), Mortorp (av Karlslunda, Mortorp och Oskar), Ryssby (av Ryssby) samt Södermöre (av Arby, Hagby, Halltorp och Voxtorp). Kalmar stad förblev opåverkad, men år 1965 införlivades dock Dörby landskommun i staden. 
1969 utbröts delar ur Mortorps och Ljungbyholms landskommuner (Oskar och Sankt Sigfrid)  till Nybro stad.
Kalmar kommun bildades vid kommunreformen 1971 av Kalmar stad och de fem landskommunerna Ljungbyholm, Läckeby, Mortorp, Ryssby och Södermöre.
Kommunen ingår sedan bildandet i Kalmar tingsrätts domsaga.

## Geografi
Kommunen är belägen i  de sydöstra delarna av landskapet Småland. I öster finns Kalmarsund och Östersjön. Kommunen gränsar i söder till Torsås kommun, i väster till Emmaboda kommun och Nybro kommun i norr Mönsterås kommun och i öster Borgholms kommun och Mörbylånga kommun på Öland.
Kalmar kommun ligger i Möre, ett av Smålands traditionella små länder.

### Topografi och hydrografi
| Mark          | Andel av totala ytan 2015 (Genomsnitt Sverige) |
| ------------- | ---------------------------------------------- |
| Bebyggelse    | 7,0% (2,9%)                                    |
| Skog          | 61,0% (69,1%)                                  |
| Jordbruksmark | 24,8% (7,5%)                                   |
| Övrig mark    | 7,3% (20,6%)                                   |

Berggrunden som löper parallellt med kusten utgörs av sandsten till skillnad från berggrunden i väster som domineras av graniter. Vattendragens huvudriktning är från nordväst mot sydöst, vilket återspeglar berggrundsytans lutning. En zon av moränöar förekommer längs kusten och en del används fortfarande som betesmark vilket gör att de har bibehållit en flora och insektsfauna som annars tillhör en landskapstyp som försvunnit. En rikt varierad vegetation som inkluderar välutvecklade strandängar, sandgräshed, ängslövskogar samt barrskogar hittas i Skäggenäs i Kalmarsund. Vid inlandsisens avsmältning i Kalmarsund bildades ett stort antal moränryggar som återfinns söder om Skäggenäs. Innanför kustlinjen hittas ett område som huvudsakligen består av jordbruksmark, bördiga åkrar omväxlande med betesmarker och enstaka lövskogsdungar. Än längre in från kusten övergår landskapet successivt i barrskogar och marken övergår i steniga näringsfattiga moränjordar.
I södra delen av kommunen ligger halvön Stensö. Denna utgörs till största del av en svallad rullstensås. Området var tidigare betesmark men numera är ytan till största del täckt av ekskog.

### Naturskydd
År 2022 fanns 10 naturreservat i Kalmar kommun.
Horsö-Värsnäs ligger i norra delen av kommunen och inkluderar många sällsynta arter av insekter, lavar och svampar som lever i reservatet många gamla ekar som hyser många sällsynta arter av insekter, lavar och svampar. Ett annat reservat är Svinö som är beläget på en ö som till största del är täckt av planterad barrskog. Barrskogen inkluderar ett flertal utländska arter så som douglasgran, svarttall och europeisk och japansk lärk.

### Administrativ indelning
Fram till 2016 var kommunen för befolkningsrapportering indelad i 14 församlingar.
| De 14 församlingarna i Kalmar kommun |
| --- |
| - Arby-Hagby - Dörby - Förlösa-Kläckeberga - Halltorp - Heliga Korsets - Hossmo - Kalmar - Kalmar S:t Johannes - Karlslunda - Ljungby - Ryssby - S:ta Birgitta - Två systrars - Åby |

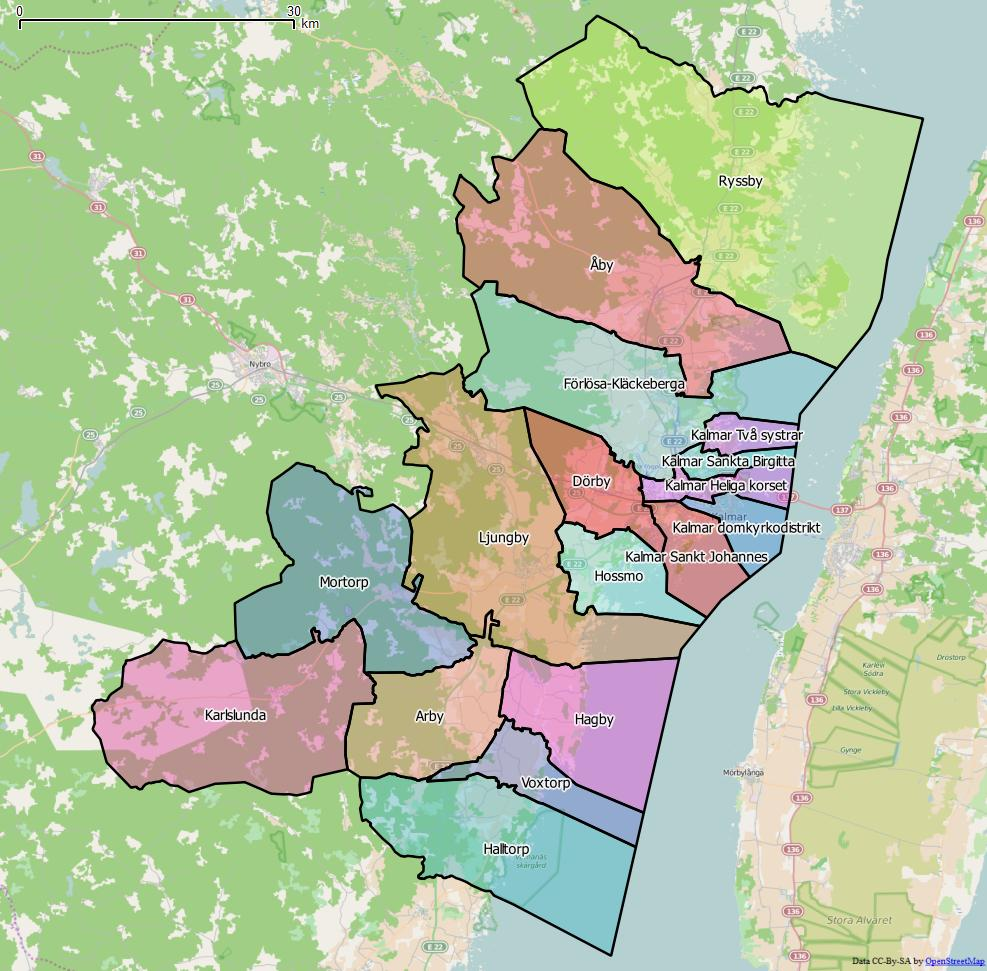
Distrikt inom Kalmar kommun

Från 2016 indelas kommunen istället i 17 distrikt.
| De 17 distrikten i Kalmar kommun |
| --- |
| - Arby - Dörby - Förlösa-Kläckeberga - Hagby - Halltorp - Hossmo - Kalmar domkyrkodistrikt - Kalmar Heliga korset - Kalmar Sankt Johannes - Kalmar Sankta Birgitta - Kalmar Två systrar - Karlslunda - Ljungby - Mortorp - Ryssby - Voxtorp - Åby |

### Tätorter
Totalt bodde 89,3 procent av kommunens invånare i någon av tätorterna 2020, vilket var högre än genomsnittet för riket där motsvarande siffra var 87,6 procent. Enligt SCB:s tätortsavgränsning 2020 fanns 17  tätorter i kommunen.
| Nr | Tätort      | Folkmängd (2020) |
| -- | ----------- | ---------------- |
| 1  | Kalmar      | 41 852           |
| 2  | Lindsdal    | 5 977            |
| 3  | Smedby      | 3 730            |
| 4  | Ljungbyholm | 1 831            |
| 5  | Rinkabyholm | 1 659            |
| 6  | Trekanten   | 1 579            |
| 7  | Rockneby    | 980              |
| 8  | Läckeby     | 955              |
| 9  | Hagby       | 834              |
| 10 | Påryd       | 666              |
| 11 | Drag        | 576              |
| 12 | Vassmolösa  | 531              |
| 13 | Dunö        | 435              |
| 14 | Tvärskog    | 391              |
| 15 | Åmunnen     | 353              |
| 16 | Halltorp    | 274              |
| 17 | Revsudden   | 206              |

Centralorten är i fet stil.

## Styre och politik

### Styre
Efter valet 2010 behöll de rödgröna makten i kommunen. År 2012 bröts dock samarbetet med Miljöpartiet av Socialdemokraterna. Detta motiverades av Socialdemokraterna: "Att polisanmäla sin samarbetspartner, skriva debattartiklar fulla med anklagelser, överklaga demokratiskt fattade beslut eller aktivt motarbeta en politisk linje som finns inom majoriteten främjar inte ett majoritetssamarbete". Uttalandet var riktat till  miljöpartisterna Jonas Löhnn och Jimmy Svensson som polisanmält ordföranden för Kalmarsundsregionens Renhållare (KSRR). Senare under mandatperioden inkluderades dock Centerpartiet i den kvarstående koalitionen med Vänsterpartiet och Socialdemokraterna. Efter valet 2014 fortsatte de tre partierna att styra i majoritet med budskapet "Hela Kalmar ska fortsätta växa". Samma koalition samlade 35 av 61 mandat i kommunfullmäktige efter valet 2018 och fortsatte därför att styra i majoritet.

### Kommunfullmäktige

#### Presidium
| Presidium 2022–2026    | Presidium 2022–2026 | Presidium 2022–2026       |
| ---------------------- | ------------------- | ------------------------- |
| Ordförande             | S                   | Elisabeth Heimark Sjögren |
| Förste vice ordförande | S                   | Stephan Quist Karlsson    |
| Andre vice ordförande  | M                   | Per-Olof Jonsson          |

#### Mandatfördelning 1970–2022
|  | 30 | 18 |  | 10 |

| 56 |

|  | 28 | 14 | 4 |  | 11 |

| 52 | 9 |

|  | 27 | 13 | 6 |  | 11 |

| 48 | 13 |

| 4 | 27 | 9 | 6 |  | 13 |

| 46 | 15 |

|  | 29 |  | 9 |  |  | 16 |

| 45 | 16 |

|  | 29 |  | 7 | 6 |  | 14 |

| 42 | 19 |

|  | 28 | 4 | 7 | 6 |  | 12 |

| 38 | 23 |

|  | 25 |  | 8 | 4 | 4 | 16 |

| 39 | 22 |

| 4 | 28 | 3 | 6 | 4 |  | 14 |

| 33 | 28 |

| 6 | 24 | 3 | 5 |  | 6 | 15 |

| 35 | 26 |

| 5 | 24 | 3 | 5 | 7 | 6 | 11 |

| 33 | 28 |

| 3 | 27 | 3 |  | 5 | 4 | 4 | 13 |

| 36 | 25 |

|  | 29 | 4 |  | 5 | 4 |  | 13 |

| 36 | 25 |

| 3 | 28 | 4 | 6 | 5 | 4 |  | 9 |

| 33 | 28 |

| 4 | 26 |  | 8 | 5 | 3 | 3 | 10 |

| 34 | 27 |

| 4 | 24 |  | 8 | 4 |  | 4 | 13 |

| 31 | 30 |

### Nämnder

#### Kommunstyrelse
Avser mandatperioden 2022-2026.
| Presidium 2022–2026    | Presidium 2022–2026 | Presidium 2022–2026 |
| ---------------------- | ------------------- | ------------------- |
| Ordförande             | S                   | Johan Persson       |
| Förste vice ordförande | M                   | Hanne Lindqvist     |
| Andre vice ordförande  | V                   | Liselotte Ross      |

#### Övriga nämnder
| Nämnd                                  | Ordförande | Ordförande           | Förste vice ordförande | Förste vice ordförande | Andre vice ordförande | Andre vice ordförande |
| -------------------------------------- | ---------- | -------------------- | ---------------------- | ---------------------- | --------------------- | --------------------- |
| Integration- och arbetsmarknadsnämnden | S          | Dzenita Abaza        | M                      | Olle Olson             |                       |                       |
| Krisledningsnämnden                    | S          | Johan Persson        | M                      | Hanne Lindqvist        |                       |                       |
| Kultur- och fritidsnämnden             | S          | Lasse Johansson      | M                      | Måns Linge             | V                     | Bertil Dahl           |
| Landsbygdsnämnden                      | S          | Magnus Uhr           | M                      | Johan Krantz           | C                     | Magnus Gustafsson     |
| Omsorgsnämnden                         | S          | Michael Ländin       | M                      | Måns Linge             | V                     | Maria Persson-Engman  |
| Samhällsbyggnadsnämnden                | S          | Peter Akinder        | M                      | Kajsa Hedin            | V                     | Leila ben Larbi       |
| Socialnämnden                          | S          | Roger Holmberg       | M                      | Patrik Olsen           | V                     | Richard Deichmann     |
| Teknik- och fastighetsnämnden          | C          | Johanna Petersson    | M                      | Barbro Andersson       | S                     | Kajsa Johansson       |
| Utbildningsnämnden                     | S          | Marie Simonsson      | M                      | Susanne Eliasson       | V                     | Bitte Gudmundsson     |
| Valnämnden                             | S          | Inger Kornelius      | L                      | Jonathan Lilja         |                       |                       |
| Vatten- och miljönämnden               | S          | Anna Thore-Rosendahl | M                      | Ellinor Troli          |                       |                       |

### Internationella relationer
Kommunen har ett aktivt internationellt samarbete på flera olika sätt i syfte att "skapa mervärden för stadens invånare, näringsliv och kommunens egen verksamhet samt för att uppnå visionen om ett integrerat, hållbart och framgångsrikt Kalmar". År 2022 var Kalmar medlem i tre internationella nätverk – Union of the Baltic Cities (UBC), De nya Hansan och Europeiska koalitionen av städer mot rasism (ECCAR). Därtill hade kommunen nio vänortsavtal som syftar till att "hitta vägar till en bättre verksamhet för kommunens invånare. En del vänssamarbeten finansieras av Sida då syftet är att "ge stöd åt den svenska biståndspolitiken". Vänorterna presenteras nedan.
I Norden:
- Nyslott, Finland
- Árborg, Island
- Arendal, Norge

I övriga Europa:
- Panevezys, Litauen
- Gdańsk, Polen
- Kaliningrad, Ryssland

- Wismar, Tyskland

Utanför Europa:
- Entebbe, Uganda
- Wilmington, USA

## Ekonomi och infrastruktur

### Näringsliv
Det lokala näringslivet dominerades i början av 2020-talet av tjänstenäringarna, sett ur andelen sysselsatta. Dessa svarade för mer än 66 procent av samtliga arbetstillfällen i kommunen. Omkring hälften av dessa, 33 procent av samtliga arbetstillfällen, bidrog den offentliga tjänstesektorn med varav regionen och kommunen var de största arbetsgivarna. Livsmedelsbranschen dominerade tillverkningsindustrin som sysselsatte sju procent av de förvärvsarbetande. Bland industrier märks slakteriet KLS Ugglarp AB och förpackningsindustrim Norden Machinery AB och bland privatägda tjänsteföretag märks callcentret Webhelp Sweden AB.

### Infrastruktur

#### Transporter
I nord-sydlig riktning genomkorsas kommunen av E22. Från Kalmar utgår länsväg 125 åt nordväst, riksväg 25 åt väster och länsväg 137 åt öster över Ölandsbron. I riktning från nordväst till sydöst sträcker sig Kust till kust-banan från Göteborg och Växjö som trafikeras av SJ och Öresundståg. Från Kalmar C utgår även Stångådalsbanan mot Linköping.

#### Utbildning
År 2022 fanns tre kommunala gymnasieskolor i kommunen, vilka är en del av Kalmarsunds gymnasieförbund. Därtill fanns sex fristående gymnasieskolor i kommunen, däribland Dag Hammarskjölds gymnasium som utgår från Waldorfpedagogikens grunder.
I samband med högskolereformen 1977 bildades Högskolan i Kalmar som 2010 slogs samman med Växjö universitet i det nya Linnéuniversitetet. År 2021 hade 30,5 procent i åldersgruppen 25-64 år minst tre års eftergymnasial utbildning vilket var något högre än för riket där motsvarande siffra var 29,6 procent.

## Befolkning

### Demografi

#### Befolkningsutveckling
Kommunen har 72 672 invånare (31 mars 2025), vilket placerar den på 33:e plats avseende folkmängd bland Sveriges kommuner.
| Befolkningsutvecklingen i Kalmar kommun 1970–2020 | Befolkningsutvecklingen i Kalmar kommun 1970–2020 | Befolkningsutvecklingen i Kalmar kommun 1970–2020 | Befolkningsutvecklingen i Kalmar kommun 1970–2020 | Befolkningsutvecklingen i Kalmar kommun 1970–2020 |
| ------------------------------------------------- | ------------------------------------------------- | ------------------------------------------------- | ------------------------------------------------- | ------------------------------------------------- |
|                                                   |                                                   |                                                   |                                                   |                                                   |
| År                                                |                                                   |                                                   | Folkmängd                                         |                                                   |
| 1970                                              | 1970                                              |                                                   | 52 637                                            |                                                   |
| 1975                                              | 1975                                              |                                                   | 52 385                                            |                                                   |
| 1980                                              | 1980                                              |                                                   | 52 846                                            |                                                   |
| 1985                                              | 1985                                              |                                                   | 54 165                                            |                                                   |
| 1990                                              | 1990                                              |                                                   | 56 206                                            |                                                   |
| 1995                                              | 1995                                              |                                                   | 58 420                                            |                                                   |
| 2000                                              | 2000                                              |                                                   | 59 308                                            |                                                   |
| 2005                                              | 2005                                              |                                                   | 60 924                                            |                                                   |
| 2010                                              | 2010                                              |                                                   | 62 815                                            |                                                   |
| 2015                                              | 2015                                              |                                                   | 65 704                                            |                                                   |
| 2020                                              | 2020                                              |                                                   | 70 329                                            |                                                   |

#### Utländsk bakgrund
Den 31 december 2014 utgjorde antalet invånare med utländsk bakgrund (utrikes födda personer samt inrikes födda med två utrikes födda föräldrar) 8 965, eller 13,86 % av befolkningen (hela befolkningen: 67 676 den 31 december 2014). Den 31 december 2002 utgjorde antalet invånare med utländsk bakgrund enligt samma definition 5 367, eller 8,94 % av befolkningen (hela befolkningen: 60 066 den 31 december 2002).

#### Invånare efter de vanligaste födelseländerna
Den 31 december 2014 utgjorde folkmängden i Kalmar kommun 64 676 personer. Av dessa var 7 198 personer (11,1 %) födda i ett annat land än Sverige. I denna tabell har de nordiska länderna samt de 12 länder med flest antal utrikes födda (i hela riket) tagits med. En person som inte kommer från något av de här 17 länderna har istället av Statistiska centralbyrån förts till den världsdel som deras födelseland tillhör.
| Födelseland      | Födelseland                       | Födelseland |
| ---------------- | --------------------------------- | ----------- |
| 31 december 2014 |                                   |             |
| 1                | Sverige                           | 57 478      |
| 2                | Asien: Övriga länder              | 1 035       |
| 3                | Europeiska unionen: Övriga länder | 858         |
| 4                | Irak                              | 569         |
| 5                | Bosnien och Hercegovina           | 530         |
| 6                | Polen                             | 479         |
| 7                | / SFR Jugoslavien/FR Jugoslavien  | 390         |
| 8                | Syrien                            | 339         |
| 9                | Tyskland                          | 316         |
| 10               | Finland                           | 314         |
| 11               | Europa utom EU: Övriga länder     | 306         |
| 12               | Iran                              | 289         |
| 13               | Afrika: Övriga länder             | 282         |
| 14               | Afghanistan                       | 240         |
| 15               | Sydamerika                        | 226         |
| 16               | Thailand                          | 218         |
| 17               | Kina                              | 143         |
| 18               | Nordamerika                       | 136         |
| 19               | Danmark                           | 123         |
| 20               | Somalia                           | 118         |
| 21               | Norge                             | 103         |
| 22               | Turkiet                           | 96          |
| 23               | Sovjetunionen                     | 36          |
| 24               | Oceanien                          | 30          |
| 25               | Island                            | 15          |
| 26               | Okänt födelseland                 | 7           |

### Religion
63,4 procent av invånarna i kommunen var medlemmar i Svenska kyrkan 2019 som består av fem församlingar – S:t Johannes, Kalmar domkyrka, Heliga Korset, S:ta Birgitta och Två systrars. Bland kyrkor märks Kalmar domkyrka som byggdes under 1600-talet. Kyrkan är en av norra Europas bäst bevarade barockkyrkor. Katolska kyrkan finns också representerad genom S:t Kristoffers församling som tillhör Stockholms katolska stift. Västerportkyrkan hade 2020 cirka 100 medlemmar och är en del av Equmeniakyrkan och Evangeliska frikyrkan. Pingstkyrkan i Kalmar hade 2011 omkring 300 medlemmar.
Den judiska församlingen, Kalmar mosaiska församling, bildades 1887 med stöd av Kungl. Maj:ts beslut 28 oktober samma år. Den judiska begravningsplatsen tillkom redan 1873. Begravningsplatsen förvaltas numer av Svenska kyrkan, men synagogan Stängdes 1991. Andra religiösa samfund i kommunen är Jehovas vittnen som 2022  hade två församlingar i kommunen, Kalmar moské och EFS.

## Kultur

### Museum
I kommunen finns ett flertal museum. Kalmar läns museum återfinns i ett före detta spannmålsmagasin som uppfördes 1932 för  Kalmar Ångkvarn. Kalmar konstmuseum har en internationella profil som fått mycket uppmärksamhet. Museet förvaltar också en unik samling konst med anknytning till länet. Kalmar sjöfartsmuseum beskriver sig som "ett mindre museum med artefakter från sjöfartens historia" som "strävar efter att behålla den genuina atmosfären hos ett traditionellt sjöfartsmuseum".
Krusenstiernska gården är inget vanligt  museum utan beskrivs som "ett hem som är uppbyggt med arvegods från tre generationer. Arvegods som bevarats sedan dess sista privata ägare lämnade det". På museet visas exempelvis utställningen om Regalskeppet Kronan

### Kulturarv
Kalmar Slott, med anor från 1100-talet, har kommit att bli en symbol för Kalmar och har en historia som inkluderar allt från storpolitik till hovintriger, stormningar och våldsamma krig. Exempelvis kan slottet knytas till Kalmarunionen, Kalmarkriget och Vasakungarna.
Under 1800-talets andra hälft växte en ny borgerlighet fram med nya ideal och anspråk som kan ses i stadsplaneringen, detta trots att området då endast hade omkring 8000 invånare. Exempel på byggnader som tillkom under denna period är anstalten Kalmar, ett varmbadhus och Kalmar teater.

### Kommunvapen
Blasonering: I fält av silver ett krenelerat rött borgtorn med port och fönster av guld, uppskjutande från en av vågskura bildad, blå stam och på sidor åtföljt av en sexuddig, röd stjärna.
Vågorna och tornet kommer från Kalmars stadssigill, det äldsta i Norden. Stjärnorna kom till senare, men skiljer bilden från andra liknande. Efter kommunbildningen registrerades vapnet i PRV år 1974.